# Церква Різдва Пресвятої Богородиці (Чорнокінецька Воля)
Церква Різдва Пресвятої Богородиці в Чорнокінецькій Волі — парафія і храм греко-католицької громади Пробіжнянського деканату Бучацької єпархії Української греко-католицької церкви в селі Чорнокінецька Воля Чортківського району Тернопільської области.

## Історія

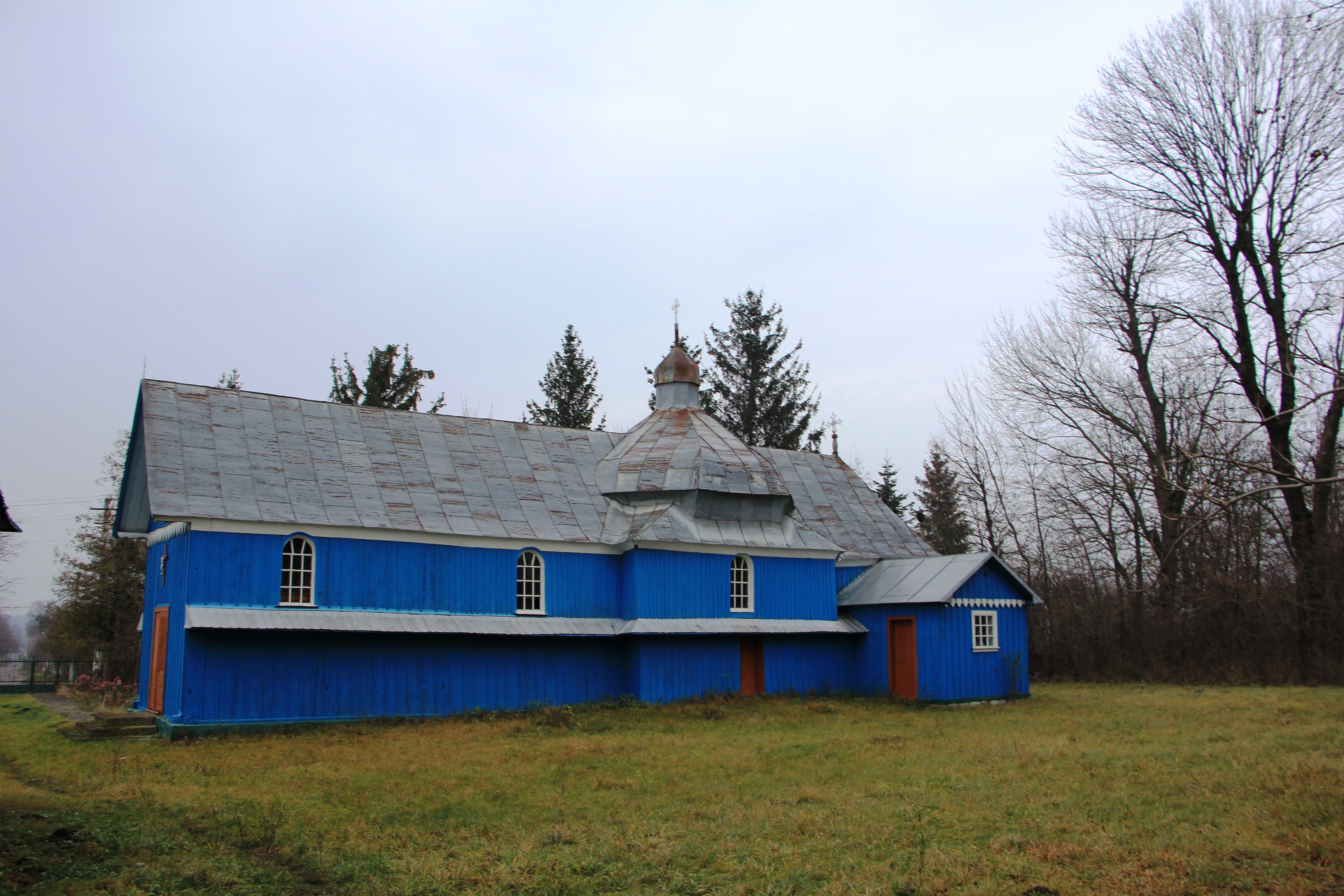
Дерев'яний храм Різдва Пресвятої Богородиці

Згідно з архівними даними, парафія в селі існувала вже у XVIII столітті. У 1763 році до села перевезли дерев'яну капличку зі Скали-Подільської, де проводили богослужіння. У 1863 році освятили нову дерев'яну церкву.
У 1915 році храму пожертвували два дзвони, згодом збудували дерев'яну дзвіницю та капличку. У 1928 році церкву добудували та перекрили. У 1979 році освятили іконостас, у храмі збереглися образи XIX століття.
До 1946 року парафія була греко-католицькою, але потім перейшла під юрисдикцію РПЦ. З 1963 по 1978 рік храм був закритий владою. У 1990 році парафія повернулася до УГКЦ.
У 1992 році житель села збудував капличку. У 1995 році розпочали будівництво нової кам'яної церкви, яку освятили 21 вересня 2004 року. Посвяту здійснив владика Бучацької єпархії Іриней Білик, ЧСВВ.
У 2009 році з благословення Апостольського Адміністратора Бучацької єпархії о. Дмитра Григорака, ЧСВВ, престіл та іконостас освятив о. митрат Іван Сеньків. У 2011 році відбулася Свята Месія під проводом о. Петра Ковальчука та оо. редемптористів, на честь якої спорудили місійний хрест.
При парафії діють:
- Братство «Апостольство молитви».
- Спільнота «Матері в молитві».
- Марійська та Вівтарна дружини.

## Парохи
- о. Іван Палагіцький
- о. Володимир Ольшанський
- о. Степан Гоба
- о. Музичко
- о. Ярослав Матвіїв
- о. Павло Мисак
- о. Михайло Левкович
- о. Мирон Драбнь
- о. Богдан Шкільницький (1990—1992)
- о. Богдан Недільний (1992—1999)
- о. Віталій Паламар (від 1999 донині)